# Universiteit van Nordland
De Universiteit van Nordland (Noors: Universitetet i Nordland, tot eind 2010 bekend als Hogeschool Bodø) was een universiteit in de Noorse stad Bodø waar lesgegeven werd aan ongeveer 5000 studenten. De instelling werd in 1994 opgericht. Per 1 januari 2016 ging de universiteit op de nieuwe Nord Universiteit.
Aan de hogeschool werden in totaal 80 opleidingen gegeven, verdeeld over een viertal faculteiten:
- Visserij en natuurwetenschappen
- Hogeschool voor handel
- Beroepshogeschool
- Maatschappelijke wetenschappen